# Jurinea pumila
Jurinea pumila là một loài thực vật có hoa trong họ Cúc. Loài này được Albov mô tả khoa học đầu tiên năm 1893.